# Catharina Verwers

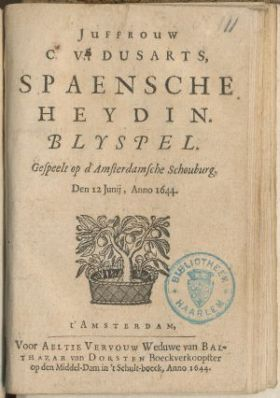
Juffrouw C. Van Dusarts (Catharina Verwers): Spaensche heydin. Bljspel, Amsterdam 1644.

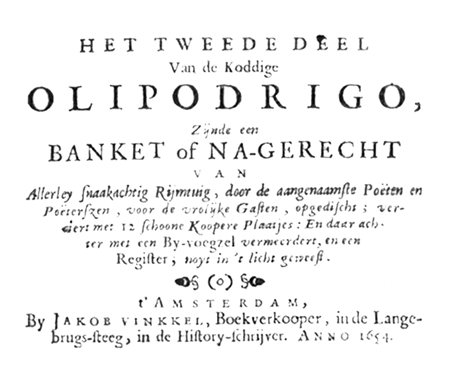
Het tweede deel van de koddige olipodrigo. Jacob Vinkkel, Amsterdam, 1654.

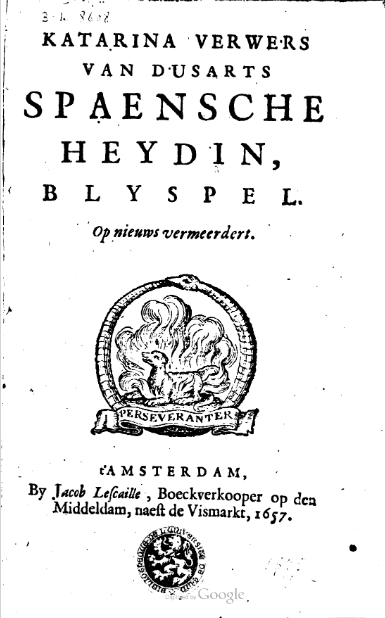
Katarina Verwers van Dusarts - Spaensche Heydin, Blyspel. Op nieuws vermeerdert. - Amsterdam, Jacob Lescaille, 1657

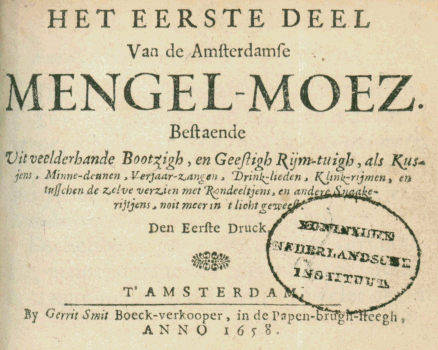
Het eerste deel van de Amsterdamse mengel-moez. Gerrit Smit, Amsterdam 1658.

Catharina Verwers of Katharina Verwers Dusart (Amsterdam?, omstreeks 1618 - Amsterdam, begraven 8 november 1684) was een Nederlands dichteres en toneelschrijfster op rijm. Verwers publiceerde een toneelstuk en enkele gedichten.

## Leven
Ze was de jongste dochter van Abraham de Verwer van Burchstraete, een timmerman en kunstschilder vermoedelijk uit Vlaanderen, en Barbara Silvoorts (of Sillevoirt, Delft, 1586-?, 1658) en groeide op in een enigszins welvarend kunstenaarsmilieu. Haar broer Justus werd eveneens schilder en in 1642 trouwde Catharina met de kunstschilder Christiaan Jansz. Dusart (Antwerpen, 25 februari 1618 - Amsterdam, 9 april 1682). Ze kregen ten minste vijf kinderen, allen dochters, die gereformeerd werden gedoopt, al liet Catharina Verwers, ‘huisvrouw van Christiaan Dusart’, zich zelf in 1643 dopen in de remonstrantse kerk. Christian werd door Rembrandt van Rijn in 1664 tot voogd benoemd over zijn dochter Cornelia, dus ze waren vertrouwde bekenden.

## Toneelwerk en gedichten
Verwers werd bekend om haar toneelstuk Spaensche heydin. Blijspel, een bewerking van de novelle La Gitanilla (1613) van Miguel de Cervantes. Het stuk op rijm werd minstens vijftien keer in de Amsterdamse schouwburg opgevoerd (in 1644, 1645, 1649, 1657 en 1658). Ze publiceerde verder gedichten en deed met twaalf andere dichters mee aan de Knipzang, een collectief gedicht naar aanleiding van een strofe van Pieter Corneliszoon Hooft over Rozemond.
Toneelgroep Theater Kwast voerde de Spaensche heydin in september 2020 in Amsterdam op.

## Citaat gedicht
o Roover van mijn glans,
 
En van mijn Maechde-krans
 
O! eerdief vol boosheden
 
Denkt op beloft en woordt,
 
En u valsche Eden
 
Die ghy by Jupijn swoordt.

Ach! opperste Jupijn,
 
Beheerscher ooght op mijn,
 
En wreekt mijn droef ellende,
 
En wildt deez snoode Fieldt
 
Met u blicxsem schenden,
 
Dat hij flucx wordt ontsielt

## Publicaties[1][9]
- 1644: Juffrouw C.V. Dusarts: Spaensche heydin. Blijspel, Amsterdam, Aeltje Vervouw,[5] 1644.
  - Katarina Verwers van Dusarts: Spaensche heydin, blyspel, Amsterdam, Jacob Lescaille/Jacob Lescailje, 1657. Tweede druk. PDF.
  - Catharina Verwers Van Dusart: Juffrouw C.V. Dusarts Spaensche heydin, blyspel gespeelt op d'Amsterdamsche schouburg den 12 junii anno 1644, Leiden, "Gedrukt voor de Leydse en Haagse schouwburgen", 1718.
- 1654: Knipzang IX, gedicht in: Het tweede deel van de koddige olipodrigo (1654),  met acht andere dichters, als Vondel en Hooft,  p. 243.[6][10]
- 1658: drie gedichten Mey-vrucht, Stem: Naar dien mijn Godlijckheydt, Geboorts-vermaningh aan Juffrouw M.V., in: Het eerste deel van de Amsterdamse mengel-moez, Amsterdam, Gerrit Smit, 1658, pp. 15-18, p. 86-89, 155-156[6]

## Externe links

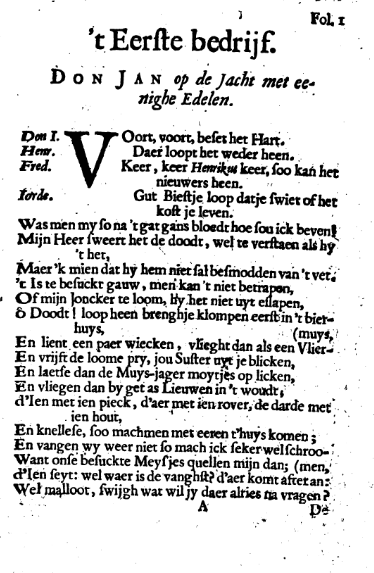
Begin van het eerste bedrijf "Don Jan op de Jacht met eenighe Edelen." Katarina Verwers van Dusarts: Spaensche Heydin, Blyspel., Amsterdam, 1657.